# Чемпионат СССР по современному пятиборью 1972
XX Чемпионаты СССР по современному пятиборью был проведен в Москве с 5 по 10 июля 1972 года. 1972 год был годом 50-летия образования СССР. Также исполнилось 25 лет современному пятиборью в СССР и поэтому чемпионат проводился как юбилейный.
На старт вышли 39 пятиборцев. Награды разыгрывались в личном первенстве (спортсмены представляли ведомственные организации и спортивные общества). Особенность чемпионата заключалась в том, что по итоговым результатам должна была быть сформирована команда СССР по современному пятиборью для участия в XX Олимпийских играх 1972 года в Мюнхене  ФРГ.
В канун проведения чемпионата СССР Комитет по физической культуре и спорту при Совете Министров СССР за высокие спортивные достижения в течение ряда лет и в связи с 25-летием советского пятиборья присвоил звание Заслуженного мастера спорта СССР по современному пятиборью:
- Шапарнису Стасису Алоизовичу (Вооружённые Силы)  и Вячеславу Александровичу Белову (Динамо).

За выдающиеся заслуги в развитии современного пятиборья и организации учебно-тренировочной работы со сборной командой страны присвоено звание Заслуженный тренер СССР - Алексею Павловичу Варакину (Буревестник).

## Личное первенство.
| Дисциплина        | Золото                                               | Серебро                                      | Бронза                                          |
| Личное первенство | Шмелев Владимир · РСФСР · Московская область · 5 111 | Савва Шторк · Эстонская ССР · Таллин · 4 888 | Владимир Дрюков · Украинская ССР · Киев · 4 880 |

## Командное первенство.
| Дисциплина           | Золото                                                 | Серебро                                                  | Бронза                                              |
| Командное первенство | Вооруженные Силы-1 А. Калныньш Л. Дмитриев С. Чернавин | Вооруженные Силы-2 В. Судаков Р. Абдрахманов С. Шапарнис | Вооруженные Силы-3 А. Щучьев А. Мишнев А. Гмоглевич |

## Фехтование.
6 июля 1972г. Спортивный зал ЦСКА. Москва, Комсомольский проспект.
Фехтование пятиборцы начали в 9 часов утра. Каждый спортсмен должен был провести 38 боев. Стоимость первой победы - 82 очка, всех последующих - по 34 очка. Право на заветную тысячу получал одержавший 28 победы. Каждый поединок длится 3 минуты.
Почти 8 часов длился этот фехтовальный марафон. Все спортсмены и представители команд отметили отличную организацию соревнований. Победив в тридцати поединках и ещё в перебое за первое место с динамовцем Юрием Тогобецким фехтование выиграл армеец Павел Леднев. У обеих одинаковая сумма очков - 1068. Для Леднева - это седьмой турнир в сезоне. Все проведены на высоком уровне. Стабильность - следствие высокой технической подготовки, опыта и желания победить.
Во время фехтования было несколько конфликтных ситуаций. В бою между В. Дрюковым и Г. Фроленко победил последний. Однако судья по ошибке записал победу Дрюкову. Когда стали выяснять истину, кто победил, Дрюков на вопрос:"Кто победил?", твёрдо ответил: "Я" и далее продолжал твёрдо стоять на своем. Пришлось опрашивать свидетелей... Ошибку конечно исправили, но впечатление осталось неприятное. Шмелев фехтовал с Э. Барояном и нечаянно уколол в пол. Судья не заметил и засчитал поражение Барояну. Шмелев снял маску, извинился и сказал, что укол был в пол (кстати бой он этот проиграл потом). Ледневу ошибочно засчитали победу над П. Горловым. Леднев сам сообщил об ошибке, хотя победа была ему нужна как воздух. Пятиборцев называют "рыцарями пяти качеств". Пять качеств есть у всех, большинство наделено и рыцарством, но кому-то его и не хватает.
Стоит отметить, что из 39 участников меньше 700 очков набрали 23 человека.
| Место | Спортсмен              | Победы | Поражения | Очки |
| ----- | ---------------------- | ------ | --------- | ---- |
| 1.    | П. Леднев ВС           | 30     | 8         | 1068 |
| 2.    | Ю. Тогобецкий Динамо   | 30     | 8         | 1068 |
| 3.    | В. Сватенко Енбек      | 29     | 9         | 1034 |
| 4.    | В. Шмелев ВС           | 28     | 10        | 1000 |
| 5.    | А. Соколов ВС          | 27     | 11        | 966  |
| 6.    | С Собиневский ВС       | 26     | 12        | 932  |
| 7.    | Б. Онищенко Динамо     | 25     | 13        | 898  |
| 8.    | А. Горячев Буревестник | 23     | 15        | 830  |
| 9.    | В. Силяхин Спартак     | 22     | 16        | 796  |
| 10.   | О. Булгаков Динамо     | 21     | 17        | 762  |
| 11.   | П. Горлов ВС           | 30     | 20        | 890  |

12. В. Дрюков - 762
В. Кряжев     - 728
С. Шторк      - 728
С. Лукьяненко - 694
Ю. Залозный   - 694

## Верховая езда.
7 июля 1972г. Конно-спортивная база (КСБ) "Планерная" МГС ДСО "Спартак".  Московская область,  Химки.
Длина трассы - 1000 метров.
Странная и редкая ситуация сложилась на чемпионате. Уже после двух видов - фехтования и верховой езды - почти без риска можно назвать будущего победителя. Это армеец Владимир Шмелев. Стартовав во втором гите на коне Север, он прошёл маршрут за 2.10,8, сделал два повала и в итоге получил 1030 очков. После двух видов у него очень приличная сумма - 2030 очков и никаких соперников поблизости. Не зря говорят, что жребий слеп. Почтив все лидеры вытащили плохих и или можно сказать не очень подготовленных лошадей и провали верховую езду. Павел Леднев привез на Цестоне 325 очков, Сватенко - 195, Онищенко - 635.
1. О. Булгаков (Динамо) -1100 очков
2. С. Шторк (Динамо)    -1085
3. С. Лукьяненко (ВС)   -1065
4. В. Шмелев (ВС)       -1030
5. В. Дрюков (Авангард) -1020
6. В. Монахов (Динамо)  -1010
7. П. Горлов (ВС)       -1005
8. В. Горячев (ВС)      -1000
В. Степуков             - 940
С. Шапарнис (ВС)       - 810
Б. Онищенко            - 635

## Стрельба.
. 8 июля 1972г. Соревнования по стрельбе проходили на стрельбище в подмосковных Мытищах.
На чемпионате третий вид пятиборья - стрельба, поистине риф подводный и коварный. И получилось так, что чуть было не лишились лидеров. Со Шмелевым, например произошло следующее. На разминке вдруг пошли осечки. Оказалось, сломался боек. Запасного не взяли, а пистолет экспериментальный и второго такого бойка на огневом рубеже ни к кого нет. Просто нелепая ситуация и драматическая. К счасть в тире тренировались армейские стрелки. Они взяли боек от пистолета Марголина, тут же его выточили, пригнали, и Шмелев успел выйти на огневой рубеж со своим оружием, но весьма издёрганным. Первая серия - 47, вторая  - 45, все кучно но слишком высоко. Две следующие по 47. В итоге сумма 186 (824 очка). Это конечно же, не блеск. Но с учётом запаса очков в фехтовании и конкуре, Шмелев остался лидером соревнований.
Ещё более нелепый случай произошёл у Онищенко. В первой серии у Бориса при перезаряжании выбросило патрон. У Онищенко было на размышление 7 секунд (длина паузы между выстрелами) и два пути на выбор. Первый  - положить оружие и заявит об осечке. Второй = поднять патрон, вложить в патронник и сделать выстрел. Борис нагнулся и хотел поднять патрон. Но тот патрон скользкий и неудобно лежал, пока поднял, пока заряжал, мишень открылась и закрылась...  К счастью для Онищенко, судьи после долгих споров дали дострелять серию. В итоге по сериям получилась 49-46-49-50. 194 минус 2 очка штрафа, и в итоге 192 очка.
Соревнования по стрельбе получились очень нервные, так как в тире то и дело ломались установки и приходилось подолгу ждать, когда их ремонтировали. Не выдержал напряжения молодой Олег Булгаков, у него всего 180 очков и потеря всех шансов на призовое место.
- Стрельба.Результаты. Личное первенство.

| Место | Спортсмен   | Республика, город                 | Результат | Очки |
| ----- | ----------- | --------------------------------- | --------- | ---- |
| 1.    | В. Сватенко | Казахская ССР · Енбек             | 196       | 1044 |
| 2.    | А. Мишнев   | Украинская ССР · Вооруженные Силы | 196       | 1044 |
| 3.    | В. Судаков  | Вооруженные Силы                  | 195       | 1022 |

4. С. Шапарнис (ВС)    - 194 (1000)
5. В. Дрюков (Авангард)-193 (978)
6. С. Шторк (Динамо)   - 193 (978)
7. Б. Онищенко (Динамо)- 192 (956)
8. Ю. Залозный (ВС)    - 192 (956)
В. Силяхин 189
С. Лукьяненко 189
П. Горлов 188
О. Булгаков 180

## Плавание.
9 июля 1972г. 50-метровый бассейн "Чайка".
Дистанция 300 м вольным стилем.

## Бег.
10 июля 1972г. Москва. Ленинские горы.